# Святой Нос (посёлок)
Свято́й Нос — посёлок в городском округе ЗАТО Островной Мурманской области России. 

## География
Посёлок находится на одноимённом мысе, разделяющем Баренцево и Белое моря, на расстоянии 15 км от города Островной, административного центра округа.

### Климат
| Показатель              | Янв. | Фев. | Март | Апр. | Май | Июнь | Июль | Авг. | Сен. | Окт. | Нояб. | Дек. | Год |
| ----------------------- | ---- | ---- | ---- | ---- | --- | ---- | ---- | ---- | ---- | ---- | ----- | ---- | --- |
| Средняя температура, °C | −5,9 | −6,7 | −4,7 | −1,3 | 2,4 | 6,2  | 9,6  | 9,6  | 7,7  | 3,2  | −1    | −3,3 | 1,3 |
| Источник:               |      |      |      |      |     |      |      |      |      |      |       |      |     |

## Население
| 2002 | 2010 |
| ---- | ---- |
| 9    | ↘7   |

### Половой состав
По данным Всероссийской переписи населения 2010 года, в гендерной структуре населения мужчины составляли 100 %.